# Рудич Валентин Геннадійович
Валентин Геннадійович Рудич (нар. 19 лютого 1999, Чернівці, Україна) — український футболіст, захисник.

## Клубна кар'єра
Вихованець футбольної школи «Динамо» (Київ), перший тренер — Дмитро Гордей. У чемпіонаті України (ДЮФЛ) грав за команди ОК ім. І.Піддубного (Київ), «Динамо» (Київ) та «Буковина» (Чернівці), у сезоні 2016/17 виступав за юнацький колектив київського «Арсеналу» в Українській Прем'єр-лізі. У сезоні 2017/18 підписав контракт із головною командою свого краю, дебютував за основний склад чернівецької команди 2 червня 2018 року в матчі чемпіонату другої ліги України проти ФК «Арсенал-Київщина», у тому ж матчі відзначився і дебютним голом.
З вересня 2017 року паралельно виступав і за юнацький склад у всеукраїнській лізі юніорів, де Валентина обрали капітаном команди. На початку лютого 2018 року взяв участь у першому розіграші всеукраїнського юнацького турніру «Зимовий кубок ДЮФЛУ (U-19) — 2018». А вже на початку травня того ж року разом із командою достроково здобув путівку у фінальну частину всеукраїнської ліги юніорів — переможці групи 1, де за підсумками став бронзовим призером.
На початку вересня 2019 року підписав контракт із першоліговим клубом «Металург» (Запоріжжя), за який дебютував 8 числа того ж місяця у виїзному матчі проти ФК «Черкащини». В зимове міжсезоння (2019/20) припинив співпрацю із запорізькою командою та став гравцем аматорського клубу УСК «Довбуш» (Чернівці), де головним тренером є добре йому знайомий (за час виступів в «Буковині») Віталій Куниця. Під керівництвом якого разом із командою у 2020 році став чемпіоном та фіналістом кубка області, а також доволі успішно дебютував в аматорському чемпіонаті України.

## Статистика
Станом на 23 жовтня 2019 року
| Сезон     | Команда                | Чемпіонат           | Чемпіонат | Чемпіонат | Кубок        | Кубок | Кубок |
| Сезон     | Команда                | Змаг.               | Матчі     | Голи      | Змаг.        | Матчі | Голи  |
| --------- | ---------------------- | ------------------- | --------- | --------- | ------------ | ----- | ----- |
| 2016—2017 | «Арсенал» (Київ)       | Прем'єр-ліга (U-19) | 9         | 0         | —            | —     | —     |
| 2017—2018 | «Буковина» (Чернівці)  | Перша ліга (U-19)   | 19        | 14        | Кубок (U-19) | 3     | 1     |
| 2017—2018 | «Буковина» (Чернівці)  | Друга ліга          | 1         | 1         | —            | —     | —     |
| 2018—2019 | «Буковина» (Чернівці)  | Друга ліга          | 16        | 0         | КУ           | 0     | 0     |
| 2018—2019 | «Буковина» (Чернівці)  | Перша ліга (U-19)   | 11        | 5         | —            | —     | —     |
| 2019—2020 | «Буковина» (Чернівці)  | Друга ліга          | 2         | 0         | КУ           | 0     | 0     |
| 2019—2020 | «Металург» (Запоріжжя) | Перша ліга          | 3         | 0         | —            | —     | —     |

## Досягнення
Чемпіонат України серед дитячо-юнацьких складів
- Переможець (2): 2014/15, 2015/16
- Срібний призер (1): 2013/14

Чемпіонат України серед юніорських складів
- Бронзовий призер (1): 2017/18